# Asura obscurodiscalis
Asura obscurodiscalis är en fjärilsart som beskrevs av Rothschild 1936. Asura obscurodiscalis ingår i släktet Asura och familjen björnspinnare. Inga underarter finns listade i Catalogue of Life.